# Paramaka convexa
Paramaka convexa is een haft uit de familie Leptophlebiidae. De wetenschappelijke naam van de soort is voor het eerst geldig gepubliceerd in 1943 door Spieth als Thraulus convexus.

## Voorkomen
De soort komt voor in het Neotropisch gebied.